# Millersburg (Iowa)
Pour les articles homonymes, voir Millersburg.
Millersburg est une ville du comté d'Iowa, en Iowa, aux États-Unis. Elle est fondée en 1852 et incorporée le 12 janvier 1911.

## Source de la traduction
- (en) Cet article est partiellement ou en totalité issu de l’article de Wikipédia en anglais intitulé « Millersburg, Iowa » (voir la liste des auteurs).